# Edith Craig

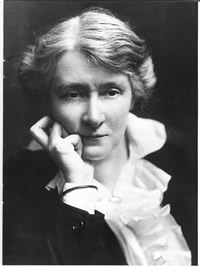
Edith Craig, 1895

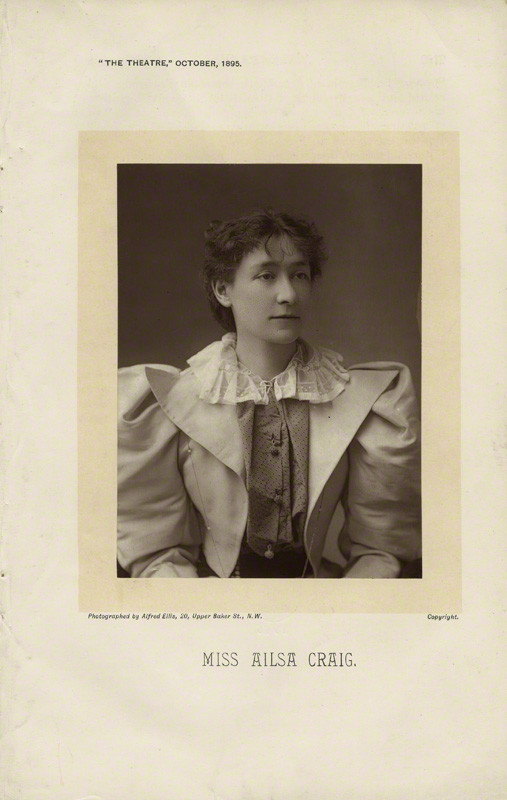
Edith Craig, 1895

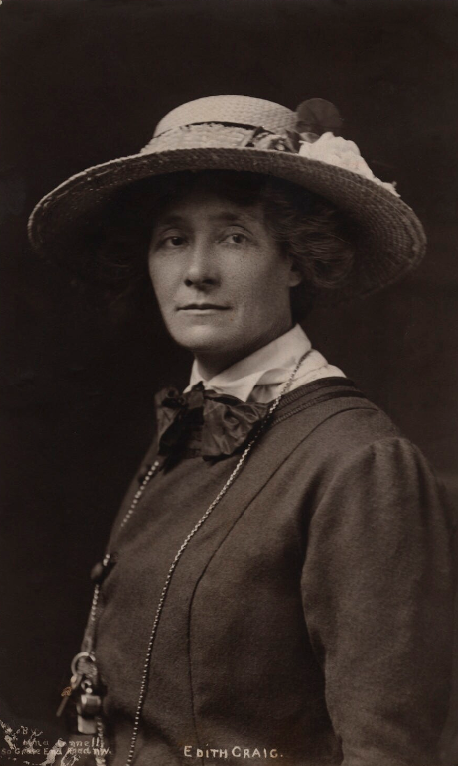
Edith Craig, Aufnahme von Lena Connell, 1910er Jahre

Edith Ailsa Geraldine Craig, geborene Edith Godwin (* 9. Dezember 1869 im Gustardwood Common, Hertfordshire; † 27. März 1947 in Tenterden, Kent), war eine englisch-britische Theaterschauspielerin, Theaterregisseurin, Theaterproduzentin, Kostümbildnerin und frühe Pionierin der Frauenwahlrechtsbewegung. Sie war die Tochter der Schauspielerin Ellen Terry und des progressiven englischen Architekten und Designers Edward William Godwin und die Schwester des Schauspielers und Produzenten Edward Gordon Craig. Craig lebte von 1916 bis zu ihrem Tod in einer Dreierbeziehung mit der Dramatikerin und Autorin Christabel Marshall und der Malerin Clare Atwood.

## Leben
Craig war wie ihr jüngerer Bruder Edward unehelich, da ihre Mutter, Ellen Terry, noch mit ihrem ersten Ehemann George Frederic Watts verheiratet war, als sie 1868 mit Craigs Vater, Edward William Godwin, durchbrannte. Craig wurde im darauffolgenden Jahr als „Edith Godwin“ geboren. Die Familie lebte bis 1874 in Fallows Green, Harpenden, Hertfordshire, das von Godwin entworfen wurde. Das Paar trennte sich 1875 wieder. Im Jahr 1877 heiratete Terry ihren zweiten Mann, den Schauspieler Charles Wardell, mit dem sie zusammengearbeitet hatte. Während der Ehe nahmen die Kinder den Namen Wardell an, aber nachdem sich Terry und Wardell 1881 auch getrennt hatten, änderten Edith und ihr Bruder Edward 1883 ihren Nachnamen in Craig, zum Teil um das Stigma ihrer unehelichen Geburt zu vermeiden. Craig änderte ihn 1883 rechtlich in „Edith Ailsa Craig“ und wurde 1887 auf den Namen „Edith Ailsa Geraldine Craig“ getauft.
Craig besuchte die Mrs. Cole’s School, eine koedukative Einrichtung in Earls Court, London, und studierte dann in Dixton Manor, Winchcombe, Gloucestershire bei Elizabeth Malleson, die sie auch in die Suffragettenbewegung einführte, und später an der Royal Academy of Music. Craig trat 1878 während der Aufführung von Olivia am Royal Court Theatre zum ersten Mal auf die Bühne. Von 1887 bis 1890 absolvierte sie eine Ausbildung zur Pianistin bei Alexis Hollaender in Berlin. Eine akute Arthritis, vor allem in ihren Händen hinderte sie daran, Berufsmusikerin zu werden.
Craig trat 1890 als Kostümbildnerin und Schauspielerin in Henry Irvings Lyceum Theatre ein und tourte 1895 und 1907 unter dem Künstlernamen „Ailsa Craig“ durch Amerika. Sie zeichnete sich durch historisch korrekte Kostüme aus und erlangte dafür Anerkennung. Wie ihr jüngerer Bruder trat Craig mit Irving in einer Reihe von Stücken auf. 1895 wurden ihre Auftritte in Arthur Wing Pineros Bygones und Charles Reades The Lyons Mail von George Bernard Shaw bzw. Eleonora Duse gelobt. Shaw war ein Familienfreund von Craig, der ihr mehrere Rollen auf den Leib schrieb. Es wird angenommen, dass die Rolle der „Prossy“ in Shaws Stück Candida für Craig geschaffen wurde, die diese Rolle zuerst spielte. Neben Stücken von Shaw spielte sie auch in solchen von Henrik Ibsen und tourte mit Cora Urquhart Brown-Potter und dem Independent Theatre.
In dieser Zeit begann sie, die Karriere ihrer Mutter zu managen. 1899 beauftragte Irving sie mit der Anfertigung der Kostüme für seine Inszenierung von Robespierre, was dazu führte, dass sie sich bis 1903 als Schneiderin unter dem Namen Edith Craig & Co in Covent Garden selbstständig machte. Nachdem Ellen Terry das Lyceum Theatre verlassen hatte und ins Management wechselte, begleitete Craig sie auf ihren Tourneen durch die englischen Provinzen und Amerika als Regisseurin, und von da an wurde die Theaterproduktion zu ihrer Hauptbeschäftigung.
Craig gründete die Pioneer Players (1911–1925), eine Theatergesellschaft mit Sitz in London. Die Pioneer Players wurden dafür bekannt, dass sie ehemals verbotene Stücke, Stücke über sozialen Humanismus, Frauenwahlrecht und Feminismus und ab 1915 auch ausländische Stücke in englischer Sprache aufführten. Die übersetzten Stücke ermöglichten es der Gruppe, über die Actresses’ Franchise League hinauszukommen und in das englische Mainstream-Theater aufgenommen zu werden. Craigs Mutter war Präsidentin der Gesellschaft. Craig fungierte als Geschäftsführerin und Regisseurin, Christabel Marshall als Sekretärin. Einem beratenden Ausschuss gehörten George Bernard Shaw und Gabrielle Enthoven an. Die Pioneer Players trugen als Frauentheatergruppe zur Verbesserung der Chancen von Frauen im Theater bei. Für sie produzierte Craig etwa 150 Stücke.
Nach dem Ende der Pioneer Players produzierte Craig Stücke für die Little Theatre-Bewegung in York, Leeds, Letchworth Garden City und Hampstead. 1919 war sie eine wichtige Figur in der British Drama League (BDL), die gegründet worden war, um das Amateurtheater im gesamten Vereinigten Königreich zu fördern und einen dauerhaften Frieden nach dem Ersten Weltkrieg zu unterstützen. Später inszenierte Craig Stücke am Everyman Theatre in Hampstead und am Leeds Art Theatre. 1929, ein Jahr nach Ellen Terrys Tod, baute Craig die elisabethanische Scheune neben Terrys Haus in Tenterden in ein Theater um, das sie The Barn Theatre nannte. Hier inszenierte sie jedes Jahr zum Gedenken an den Todestag ihrer Mutter Shakespeare. Craig spielte auch in einer Reihe von Stummfilmen mit.
Craig engagierte sich in vielen Frauenwahlrechtsgruppen und verkaufte Zeitungen für diese Sache auf der Straße. Nachdem sie eine Frau kennengelernt hatte, die Zeitungen für die Women’s Freedom League (WFL) verkaufte, wurde sie Mitglied und arbeitete auf Zweigstellenebene für diese Gruppe. Sie verstand die Bedeutung des Suffragismus nicht ganz, bildete sich aber schnell eine feste Meinung darüber. Sie erklärte, sie sei „mit der festen Überzeugung aufgewachsen, dass keine Frau, die etwas auf sich hält, etwas anderes sein kann als eine Suffragistin“. Craig setzte ihre Theatererfahrung für die Actresses’ Franchise League ein und war auch an verschiedenen Suffragetten-Produktionen beteiligt. Sie führte Regie bei A Pageant of Great Women, einem Stück, das sie zusammen mit der Schriftstellerin und Schauspielerin Cicely Hamilton entwickelte und das im gesamten Vereinigten Königreich vor großem Publikum aufgeführt wurde. A Pageant folgte dem Konzept eines Moralstücks, in dem die Hauptfigur „Woman“ mit der Antagonistin „Prejudice“ konfrontiert wird, die glaubt, dass Männer und Frauen nicht gleich sind. „Justice“ führt den Vorsitz in der Debatte zwischen „Prejudice“ und „Woman“, während Gruppen großer Frauen auf die Bühne kommen, um die Errungenschaften von Frauen in der Kunst, in der Regierung, in der Bildung, in spirituellen Angelegenheiten und im Kampf zu demonstrieren. Craig führte bei jeder Inszenierung dieses Stücks Regie und brachte die drei professionellen Schauspielerinnen, die „Woman“, „Justice“ und „Prejudice“ darstellten, sowie die historisch korrekten Kostüme mit an jeden Spielort.
Der Komponist Martin Shaw machte Craig 1903 einen Heiratsantrag, den sie annahm. Die Heirat wurde jedoch von Ellen Terry aus Eifersucht um die Zuneigung ihrer Tochter und von Christabel Marshall verhindert. Mit Marshall lebte Craig von 1899 bis zu ihrem Tod 1947 in einer Dreierbeziehung mit der Künstlerin Clare Atwood. Ihre lesbische Lebensweise wurde von ihrer Familie abgelehnt. Ihr Bruder Edward sagte, Ediths Sexualität sei das Ergebnis ihres „Hasses auf Männer, ausgelöst durch den Hass auf ihren Vater“. Craig beteiligte sich an mehreren Büchern über ihre Mutter und George Bernard Shaw, was zu einem Bruch in der Beziehung zu ihrem Bruder führte, der Craig bat, nicht über ihre Mutter zu schreiben und insbesondere keine Einzelheiten über die innersten Probleme der Familie zu erzählen. Edward Gordon Craigs eigenes Buch Ellen Terry and her Secret Self (1931) wandte sich ausdrücklich gegen Ellen Terry and Bernard Shaw: a Correspondence (1931), das Marshall herausgegeben hatte. 1932 gab Craig zusammen mit Marshall Ellen Terrys Memoiren heraus, in denen sie auf die Darstellung ihrer Mutter durch ihren Bruder antwortete. Ebenfalls 1932 adoptierte Craig Ruby Chelta Craig. Craig versöhnte sich einige Zeit vor ihrem Tod mit ihrem Bruder.
Nach dem Tod ihrer Mutter widmete Craig ihr Leben der Bewahrung des Erbes ihrer Mutter. Sie öffnete das Haus der Familie, Smallhythe Place, für die Öffentlichkeit. Ab 1939 wurde sie bei der Verwaltung des Hauses durch den National Trust unterstützt. Bei ihrem Tod vermachte sie Smallhythe Place dem National Trust zum Andenken an ihre Mutter.
Craig diktierte in der Zeit ihre Memoiren ihrer Freundin Vera Holme. Holme schrieb sie in einem Quartheft nieder, das jahrzehntelang auf einem Dachboden verschollen war und 1978 an Ann Rachlin verkauft wurde. Sie enthielten Craigs Erinnerungen an ihre Kindheit und das Leben mit ihrer Mutter, Edward Gordon Craig und Henry Irving. Rachlin veröffentlichte sie 2011 in ihrem Buch Edy was a Lady.
Craig starb 1947 an einer Koronarthrombose und einer chronischen Myokarditis, während sie das nächste Shakespeare-Festival zu Ehren ihrer Mutter plante. Atwood und Marshall wurden später nebeneinander in der St John the Baptist’s Church, Small Hythe, begraben. Craigs Asche sollte ebenfalls dort beigesetzt werden, ging jedoch bis zum Zeitpunkt von Marshalls und Atwoods Tod verloren, und stattdessen wurde ein Gedenkstein auf dem Friedhof errichtet.
Virginia Woolf soll Edith Craig als Vorbild für die Figur der „Miss LaTrobe“ in ihrem Roman Between the Acts (1941) benutzt haben. Für den Sommer 2025 ist am Theatre Royal Bath die Uraufführung des Theaterstücks Grace Pervades von David Hare angekündigt, in dem mit Ralph Fiennes als Henry Irving das Leben von Irving, Terry, Craig und ihrem Bruder Edward verarbeitet wird.

## Filmografie (Auswahl)
- Her Greatest Performance (1916)
- God and the Man (1918)
- Victory and Peace (1918)
- The God in the Garden (1921)
- Fires of Fate (1923)
- The Desert Sheik (1924)
- Harmony Lane (1935)
- Behind the Headlines (1937)